# Háj (Košice)
Háj (in ungherese Áj) è un comune della Slovacchia facente parte del distretto di Košice-okolie, nella regione di Košice.